# Artful Kate
Artful Kate er en amerikansk stumfilm fra 1911 af Thomas H. Ince.

## Medvirkende
- Mary Pickford - Kate Stanley
- Owen Moore - Hamilton
- Charles Arling